# دوستی (فیلم)
«دوستی» (تایلندی: เฟรนด์ชิพ เธอกับฉัน) فیلمی در ژانر درام می‌باشد که در سال ۲۰۰۸ منتشر شده‌است.